# 境河岸
境河岸（さかいがし）は、茨城県猿島郡境町に所在した河岸である。

## 概要
境河岸の起りは関宿と結城とを結ぶ街道の渡しであったと推定されている。江戸幕府は元和2年（1616年）に定船場を指定したが、このうちの一つとして境の渡しが含まれていた。境河岸は「鬼怒川 - 利根川 - 江戸川」の奥州 - 江戸輸送ルートが成立するとその要衝として繁栄していった。江戸期に境河岸で主に取り扱われた物資としては年貢米をはじめとして、山形最上の紅花や漆、米沢の蝋、会津の漆器などである。この他に煙草や鶏卵も扱われていた。乗合夜船も運行され、境河岸より江戸川沿いに20里余下り江戸までを結んでいた。境河岸にて運行されていた船種は高瀬船や艜船などである。
境河岸は本来、関宿城下町の五町のうちの一つ「境町」であり、村高約437石・耕地面積約155町歩を有していた。近世には河岸という行政区分がなかったために町や村の一部、または町や村そのものが河岸としての側面を有していた。そのため村高や年貢があり、名主・組頭・百姓代なども置かれていた。この境町では一般の農村の側面に加え、南北に延びる日光東往還の船着き場（渡し）・宿場の役割をもつ境河岸となっていた。船着き場より北に延びる街道沿いには河岸問屋・仲買・問屋・商店が並び、旅籠屋・茶屋・蕎麦屋・居酒屋なども商っていた。